# Altham
Altham är en ort och civil parish i Storbritannien.   Den ligger i grevskapet Lancashire och riksdelen England, i den centrala delen av landet, 290 km nordväst om huvudstaden London. Altham ligger 137 meter över havet och antalet invånare är 897.
Terrängen runt Altham är platt åt sydväst, men åt nordost är den kuperad.Runt Altham är det tätbefolkat, med 947 invånare per kvadratkilometer. Närmaste större samhälle är Blackburn, 7,8 km väster om Altham. Runt Altham är det i huvudsak tätbebyggt.